# H. Bischoff
Die H. Bischoff war ein Viermastvollschiff mit 2776 BRT, das 1888 nach einem Umbau als Passagierschiff fuhr.
Die Ville de Paris wurde 1866 als Dampfer und Dreimastvollschiff von der Werft Napier & Sons in Glasgow für die französische Reederei Compagnie Générale Transatlantique gebaut. 1888 kaufte die Reederei H. Bischoff & Co. des Reeders Friedrich Bischoff (Vegesack) das Schiff und ließ es durch eine englische Werft zu einem Kombischiff umbauen. Es erhielt nunmehr vier Masten, hatte 320 Passagierkabinen und erhielt den Namen H. Bischoff. Danach befuhr es zum Erstaunen der Fachwelt erfolgreich die Nordatlantikroute. Es wurde auch als Frachtschiff eingesetzt.
Die H. Bischoff strandete am 28. Oktober 1900 bei schwerem Weststurm mit voller Salpeterlast vor der Elbmündung auf dem Großen Vogelsand. Acht Mann der Crew und vier Feuerschiffsleute von Elbe 2, die mit Ruderrettungsbooten die Mannschaft des Viermasters aus Seenot retten wollten, verloren ihr Leben. Das Feuerschiff Elbe 3 (ehem. Jacob-Hinrich) und weitere Schiffe halfen, die letzten Seeleute nach 32-stündigem Einsatz zu bergen. Am nächsten Tag zerbrach das Wrack und die Reste wurden nach kurzer Zeit vom Treibsand eingespült.
Hinweis: Die britische Lancing (ehem. Péreire) war ein Schwesterschiff der H. Bischoff.